# Aleksandrowskaja Słoboda
Aleksandrowskaja Słoboda (ros. Александровская Слобода) – wieś (sieło) w Rosji, w Tatarstanie, w rejonie zaińskim. W 2010 liczyła 569 mieszkańców.